# Trajansbogen von Benevent

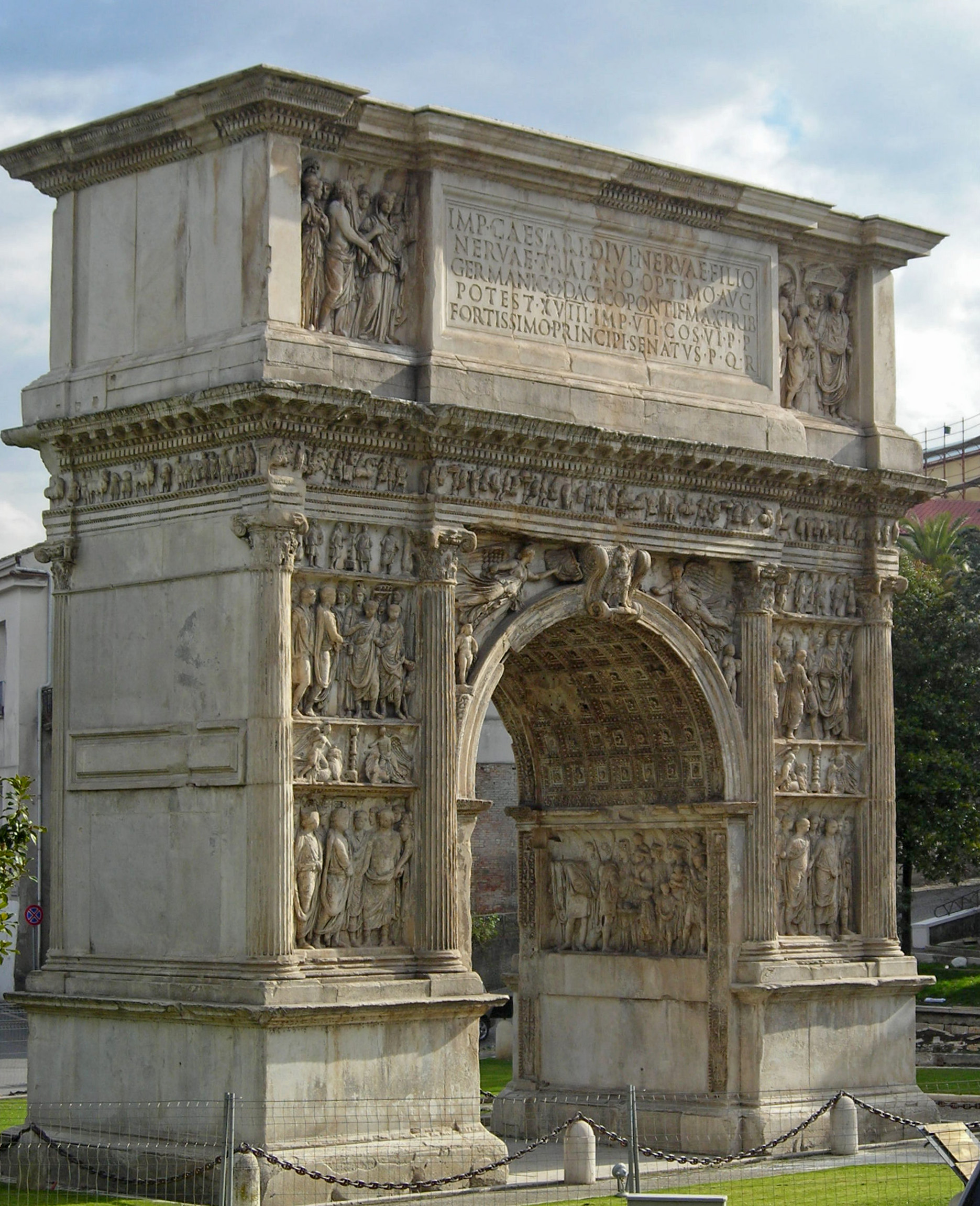
Trajansbogen von Benevent

Der Trajansbogen von Benevent (Porta Aurea; Arco di Trajano), ein dem Titusbogen in Rom ähnlicher eintoriger römischer Ehrenbogen, steht in der italienischen Stadt Benevent. Er kennzeichnet den Beginn der antiken Via Traiana, die sich von Benevent nach Brundisium erstreckte. Der Bogen steht auf der Via Pasquale, wo sie sich aus der Via Traiana fortsetzt und wo nach links und rechts die Viale dei Rettori und die Via del Pomerio verlaufen.
Die figürlichen Darstellungen des Trajansbogens bilden die einzige vollständig erhaltene Darstellung eines römischen Triumphfrieses. Er besteht aus seinen 41 m aus 160 Figuren, 6 Opfertieren, 5 Karren, 6 Reitpferden und der Triumphalquadriga (B. Andreae). Um das Bildprogramm richtig zu verstehen, muss man an der Nordostecke beginnen und im Uhrzeigersinn um den Bogen gehen.

## Inschrift
Auf beiden Seiten der Attika befindet sich eine gleichlautende Inschrift:
Imp(eratori) Caesari divi Nervae filio
Nervae Traiano optimo Aug(usto)
Germanico Dacico pontif(ici) max(imo) trib(unicia)
potest(ate) XVIII imp(eratori) VII co(n)s(uli) VI p(atri) p(atriae)
fortissimo principi senatus p(opulus)q(ue) R(omanus)
„Dem Imperator Caesar Nerva Traianus, dem besten Augustus, Sohn des göttlichen Nerva, Sieger über Germanien, Sieger über Dakien, Pontifex maximus, zum 18. Mal Inhaber der tribunizischen Gewalt, sieben Mal Imperator, sechs Mal Konsul, Vater des Vaterlandes, dem stärksten Princeps, (haben den Bogen errichtet) Senat und Volk von Rom.“
Laut Inschrift wurde der Ehrenbogen dem Kaiser Trajan gewidmet. Ein Entstehungsdatum ergibt sich aus der Erwähnung der 18. tribunicia potestas, der 7. Imperatorenakklamation sowie der Hinzufügung des Ehrentitels Optimus zum Namen Princeps. Somit kann man das Gründungsdatum auf einen Zeitraum zwischen dem 29. August und dem 9. Dezember 114 datieren. Als Architekt ist Apollodor von Damaskus überliefert.
Weiter kann man aus dieser Inschrift herauslesen, dass der stadtrömische Senat auch außerhalb Roms als Bauherr tätig gewesen ist.

## Das Bildprogramm

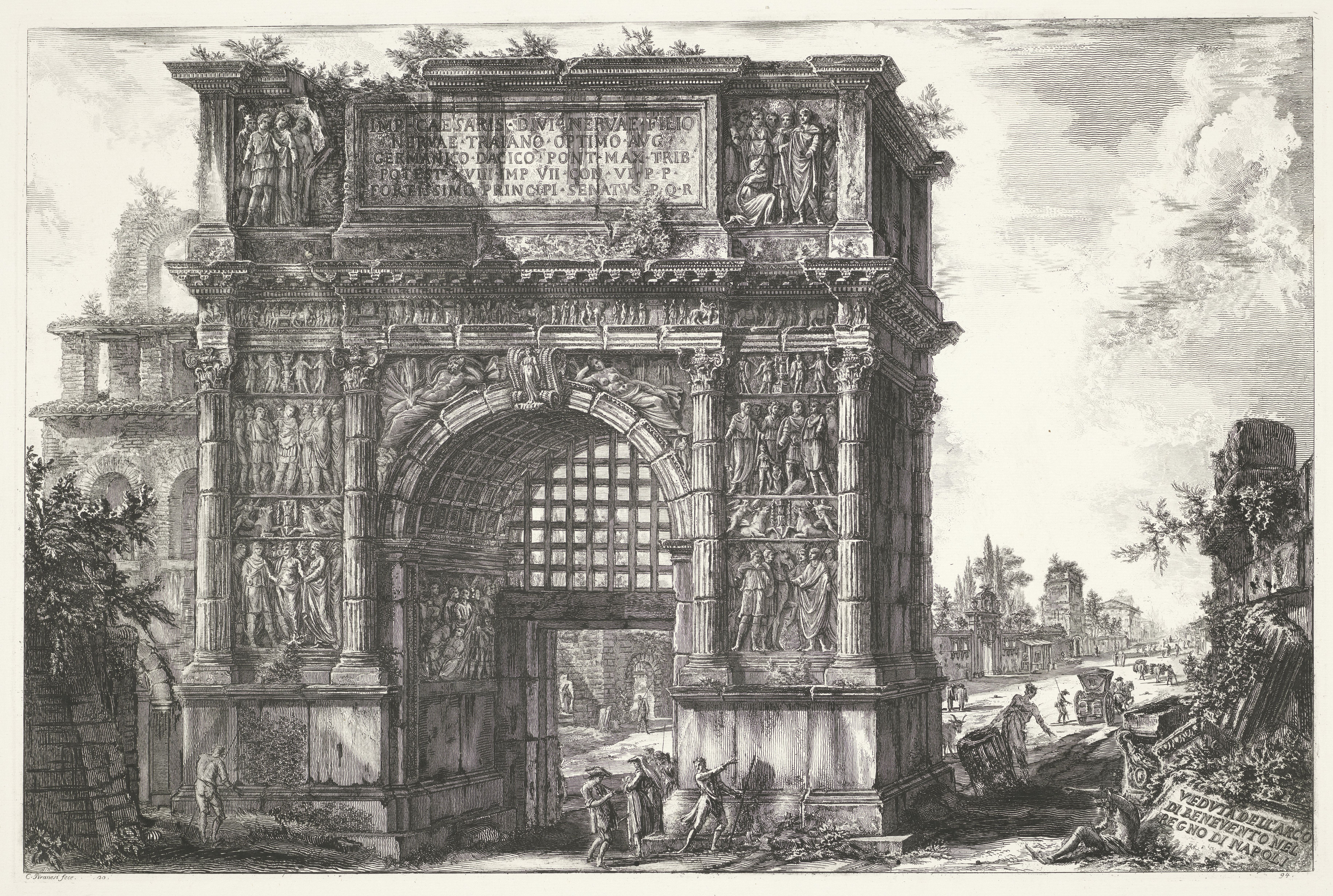
Trajansbogen in einem Stich von Giovanni Battista Piranesi aus dem 18. Jahrhundert

Die Reliefs bilden zusammen ein politisches Programm. In der unteren Zone findet man Menschen aus der Umgebung des Kaisers, in der Attikazone vor allem Götter und Heroen.

### Die Reliefs im Durchgang des Bogens
Laut Hassel zeigen diese Reliefs ein lokales Programm und geben Ereignisse wieder, welche für Benevent und die Umgebung wichtig waren. Zu sehen sind einerseits die Pietas erga Deos (Opfer) und andererseits die Pietas erga Homines (Alimentatio Italiae).
Die Stadtseite zeigt Szenen, die den Kaiser mit der Hauptstadt verbinden, die Landseite Szenen, die die Fürsorge Trajans für die Provinzen darstellten.
Das Opferrelief zeigt ein Stieropfer des Kaisers in Anwesenheit des Genius des Senats, der Lictoren und anderer Römer. Oft wird es als Einweihungsopfer für die Via Trajana gedeutet.
Der Sinn des Bildes ist, dass der Kaiser opfert, dass er pietas übt und Volk und Senat dafür Zeugen sind. Es ist die Pietas Augusti dargestellt.
Das gegenüberliegende Relief zeigt die Alimentation bedürftiger Kinder, welche von Trajan begründet wurde. Dieses Ereignis wurde auf Grund einer Inschrift bestimmt, die sich auf eine Alimentarstiftung bezieht. Vier Göttinnen sind anwesend, eine davon ist als Roma ausgezeichnet, durch sie wird der Inhalt viel allgemeiner zur Alimentatio Italiae. Das Bild ist nur eines von neun, wo der Kaiser als Wohltäter fungiert.

### Die Reliefs auf der Landseite
Auf der Rom und Benevent abgewandten Landseite werden Aspekte der Provinzen und der Grenzen des Reiches beleuchtet. Die Rom und Benevent zugewandte Stadtseite ist innenpolitischen Problemen gewidmet.
Landseite, untere Zone links: Der Kaiser steht mit den Lictoren vier Barbaren gegenüber. Jupiter, der Gott der Verträge, steht zwischen den beiden Gruppen, einen Blitz in der Linken haltend. Das Bild stellt die Sicherung der Grenzen durch Verträge mit den Nachbarn dar.
Landseite, untere Zone rechts: Hier steht der Kaiser drei Männern gegenüber. Die Männer gegenüber vom Kaiser könnten Angehörige des römischen Heeres sein. Die Szene wird als Wachsamkeit des Kaisers über das Heer auch in Friedenszeiten gedeutet.
Landseite, mittlere Zone links: Das Relief zeigt die Musterung eines Soldaten stellvertretend für alle Aushebungen unter Trajans Regierung. Es bedeutet, dass der Kaiser für die Erhaltung der Kampfkraft des römischen Heeres und damit für die Sicherheit des Reiches sorgt (Klaus Fittschen).
Landseite, mittlere Zone rechts: Eine Frau mit Mauerkrone zieht in Anwesenheit des Kaisers einen Pflug durch die Erde. Vom Erdboden richten sich ein kleiner Knabe und ein Mädchen auf. Die Göttin ist nicht eindeutig bestimmbar, es könnte sich aber um Roma, Italia, Provincia oder Tellus handeln (Fittschen). Es ist ein Symbol der Fruchtbarkeit. Zwei weitere Gottheiten ergänzen die Szene. Mars steht zwischen den Göttinnen. Das Bild soll die Verteidigungsfähigkeit nach außen, als Friedensvoraussetzung für das Innere symbolisieren.
Landseite, Attika rechts: Das Relief zeigt die Provinz Dacia, welche von Trajan nach zwei kriegen dem römischen Reich hinzugefügt wurde.
Landseite, Attika links: Auf diesem Relief befindet sich der Abschluss der Provinzthematik. Es ist das einzig unvollständig erhaltene Relief. In der rechten Hälfte sieht man noch vier Gottheiten, Silvanus, Diana, Ceres und Bacchus – Liber Pater. Die Gottheiten vertreten alle den Bereich der Fruchtbarkeit, sie sind besonders Schutzgottheiten der Provinzen. Der Kaiser stand dieser Gruppe gegenüber.

### Die Reliefs an der Stadtseite
Stadtseite, untere Zone links und rechts: Zu sehen ist ein Adventus Augusti, aber nicht der historische Einzug im Jahre 99 n. Chr.
Im rechten Relief wird der von 12 Liktoren umgebene Kaiser von einem Römer in die Stadt geleitet.
Im linken Relief wird er vom Genius senatus, vom Genius populi romani und von einem Vertreter der römischen Bürger in den Städten Italiens und der Provinzen sowie vom Volk vor der Curia Julia am Forum Romanum erwartet (Fittschen).
Stadtseite, mittlere Zone links: Das Bild schildert die Entlassung von Veteranen.
Stadtseite, mittlere Zone rechts: Drei Togati des zweiten oder dritten Standes stehen dem Kaiser gegenüber, der Hafengott hinter ihnen, weist sie als Bürger einer Hafenstadt aus (Fittschen). Die Szene ist noch nicht genau bestimmbar, deshalb wird sie im Moment einfach als Trajans Regelung des römischen Handels bezeichnet.
Stadtseite, Attika links und rechts: Die beiden Bilder gehören zusammen. Es ist wieder ein Adventus Augusti dargestellt. Eine Gruppe von sechs Lictoren steht dem Kaiser, welcher von zwei Lictoren umgeben ist gegenüber. Im Hintergrund sind Architekturteile zu sehen. Die zwei Personen im Vordergrund sind durch die Toga als Römer gekennzeichnet.
Der übrige Reliefschmuck (Fittschen): Der kleine Fries unterhalb der Attika zeigt Trajans Triumphzug 107 n. Chr. nach dem Dakersieg. In der Wölbung des Durchgangsbogens bekränzt Viktoria Trajan. In vier Friesen auf den Außenseiten des Bogens stehen sich zwei stiertötende Viktorien gegenüber. Die Bogenzwickel der Stadtseite beinhalten zwei weitere Viktorien. Die anderen Bilder sind friedlichen Charakters.